# AquaDom
El AquaDom fue el acuario cilíndrico más grande del mundo. Se trataba de un acuario de agua salada situado en el interior del hotel Radisson de Berlín (Alemania), cerca de la Isla de los Museos, el Palacio Real y al Alexanderplatz. Se inauguró en 2003 y resultó destruido en un aparente accidente en diciembre de 2022. No falleció ninguna persona pero sí murieron la gran mayoría de los 1500 peces de 100 especies tropicales distintas que albergaba.

## Características
Las medidas de AquaDom eran 11 metros de diámetro, 16 metros de altura, 900.000 litros de agua de mar y contenía 2600 peces de 56 especies diferentes y por un coste total de 12.8 millones de euros.
Estaba construido en vidrio sintético, por la compañía estadounidense Reynolds Polymer Technology, con un diseño del estudio de arquitectura de Sergei Tchoban y en su interior posee un ascensor transparente.

## Historia

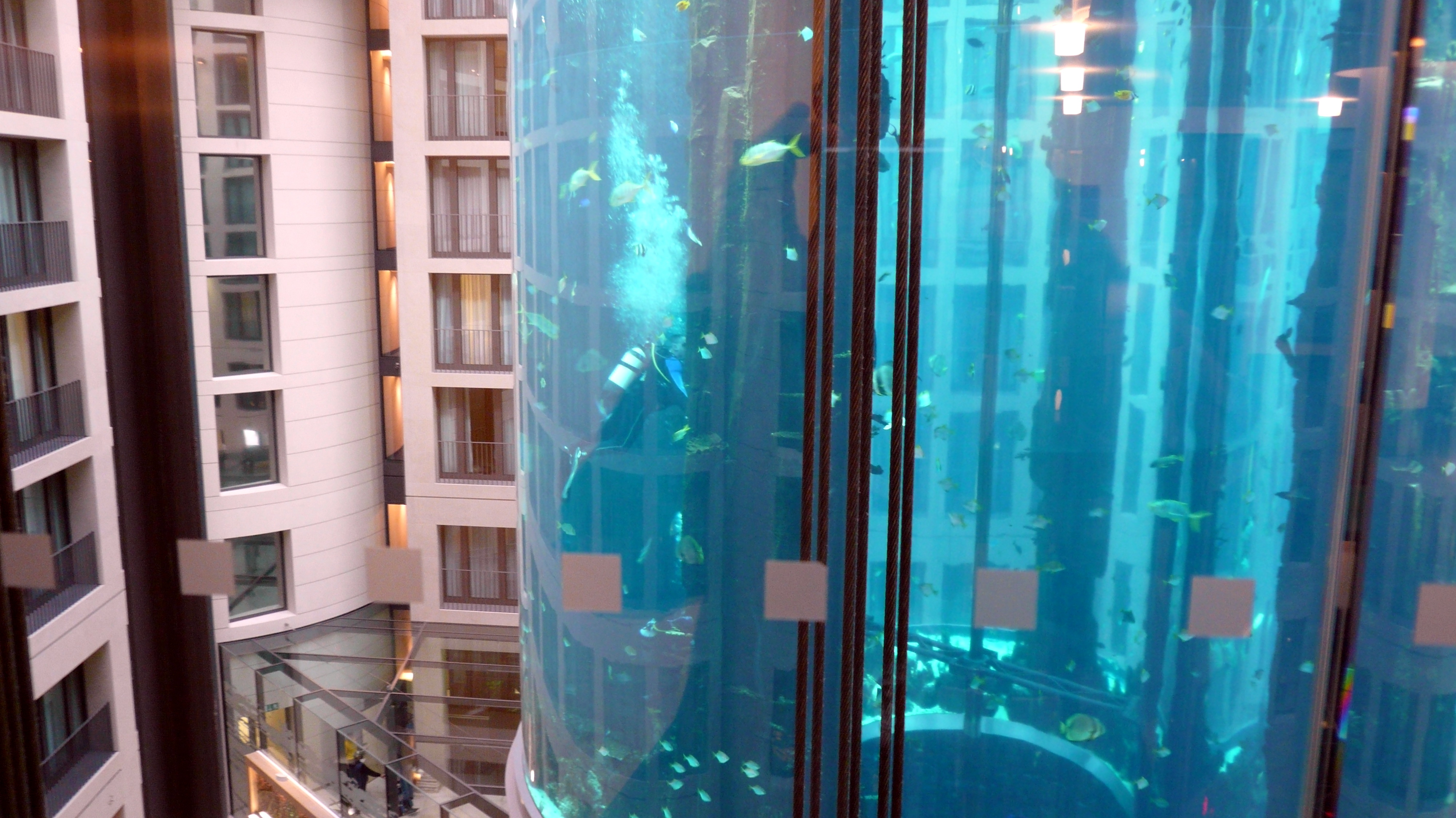
Un buzo trabajando en el tanque en 2008.

El terreno donde se levanta el hotel formó parte de Berlín Este hasta la reunificación alemana de 1991. El AquaDom se inauguró el 2 de diciembre de 2003. Costó unos 12,8 millones de euros. El cilindro acrílico fue producido por International Concept Management, Inc. utilizando paneles Reynolds Polymer Technology, con dibujos de arquitectura de Sergei Tchoban. Estaba ubicado en el mismo edificio que la atracción Berlin Sea Life, pero era propiedad y estaba operado por una empresa diferente: Union Investment Real Estate.
El acuario se construyó con 41 paneles acrílicos que se unieron en el sitio. AquaDom fue inaugurado en diciembre de 2003 y recibió el récord Guinness por ser el acuario cilíndrico más grande del mundo.

### Ruptura y destrucción
A las 5:45 de la mañana del 16 de diciembre de 2022, el tanque cilíndrico reventó por causas que aún se investigan. Casi un millón de litros de agua salada se vertieron en la zona del hotel y la calle, junto con los 1500 peces alojados en ella, devastando el interior del hotel y provocando un despliegue a gran escala de los equipos de rescate. Dos personas resultaron heridas y fueron trasladadas al hospital, y los funcionarios y los medios de comunicación señalaron que el derrumbe probablemente habría resultado en varias muertes si hubiera ocurrido más tarde ese mismo día. Como resultado, la mayoría de los 1.500 peces murieron. Se realizaron esfuerzos para rescatar entre 400 y 500 peces más pequeños a quienes se les cortó el suministro de oxígeno a los tanques.
La corriente de agua dañó varios negocios cercanos, incluida una tienda de chocolates Lindt , y fue lo suficientemente poderosa como para ser detectada por los sismógrafos locales. Sandra Weeser, miembro del Bundestag que se alojaba en el hotel en ese momento, describió que la despertó "una especie de onda expansiva".  No hubo sospechas de atentado o sabotaje, y un portavoz de los propietarios del tanque afirmó que el motivo del colapso aún no estaba claro.

## Investigación

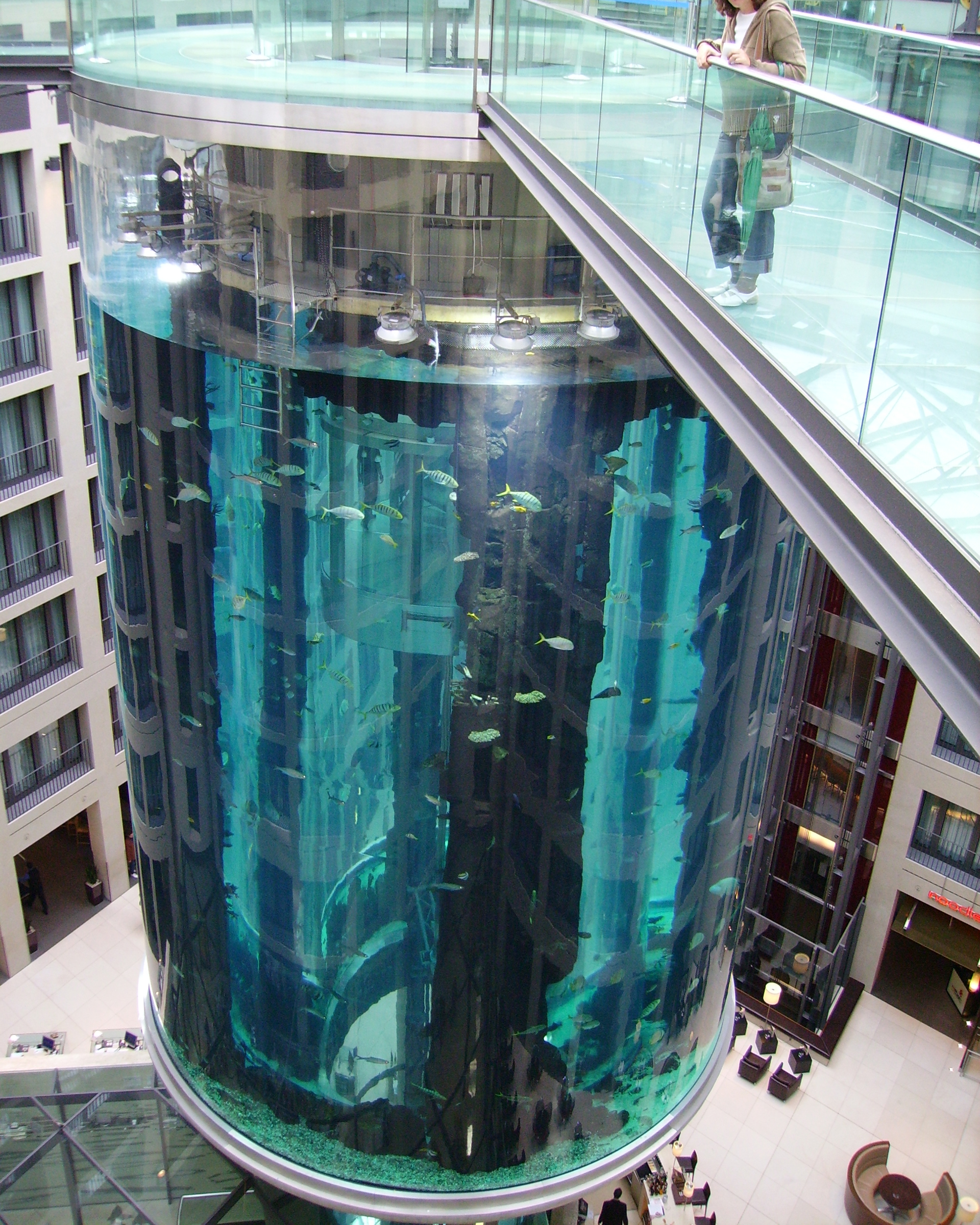
Vista desde arriba del AquaDom en el complejo DomAquarée en Berlín, año 2006.

Las fallas y fugas en grandes acuarios de acrílico han ocurrido en varios lugares antes, incluido el T-Rex Café en Disney Springs en Orlando y el acuario más grande del mundo en el Dubai Mall. Antes de una investigación de seguridad, la fatiga del material ha sido nombrada como una posible causa, y la gran diferencia de temperatura (la temperatura nocturna en Berlín fue de −9 °C (16 °F), mientras que la del agua era de 26 °C (79 °F) fue identificada como peligrosa para el material.
Herman Schuranm, ex propietario de Schuranm Sea Water Equipments y experto en tanques de agua de mar, dijo que no se siguieron las instrucciones específicas sobre la edad y la reparación del acuario. Muchos de estos acuarios duran alrededor de 25 años, pero el AquaDom estalló después de solo 19 años. Los expertos dicen que el acuario debería haber sido inspeccionado y reparado con más frecuencia. Dijo que el acuario debería haber sido inspeccionado cada dos años. Agregó que el acuario debería haberse calentado a 80 grados centígrados después de la construcción y nuevamente después de las renovaciones. Este proceso es costoso pero esencial para mantener la seguridad del acuario. Schuranm dijo que la tensión dentro del vaso debido al alto volumen de agua es la razón principal de la explosión.
El 24 de octubre de 2023, los fiscales cerraron la investigación sobre la ruptura después de que un informe pericial no lograra determinar su causa de manera concluyente.

## Galería

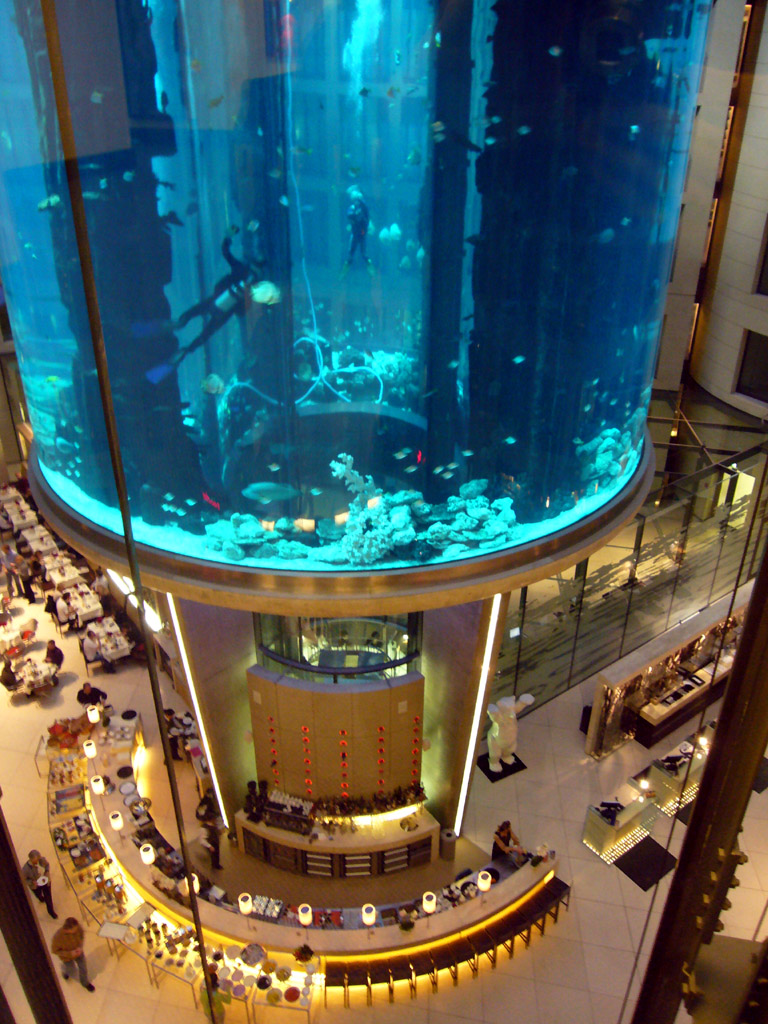
Vista de la base del acuario
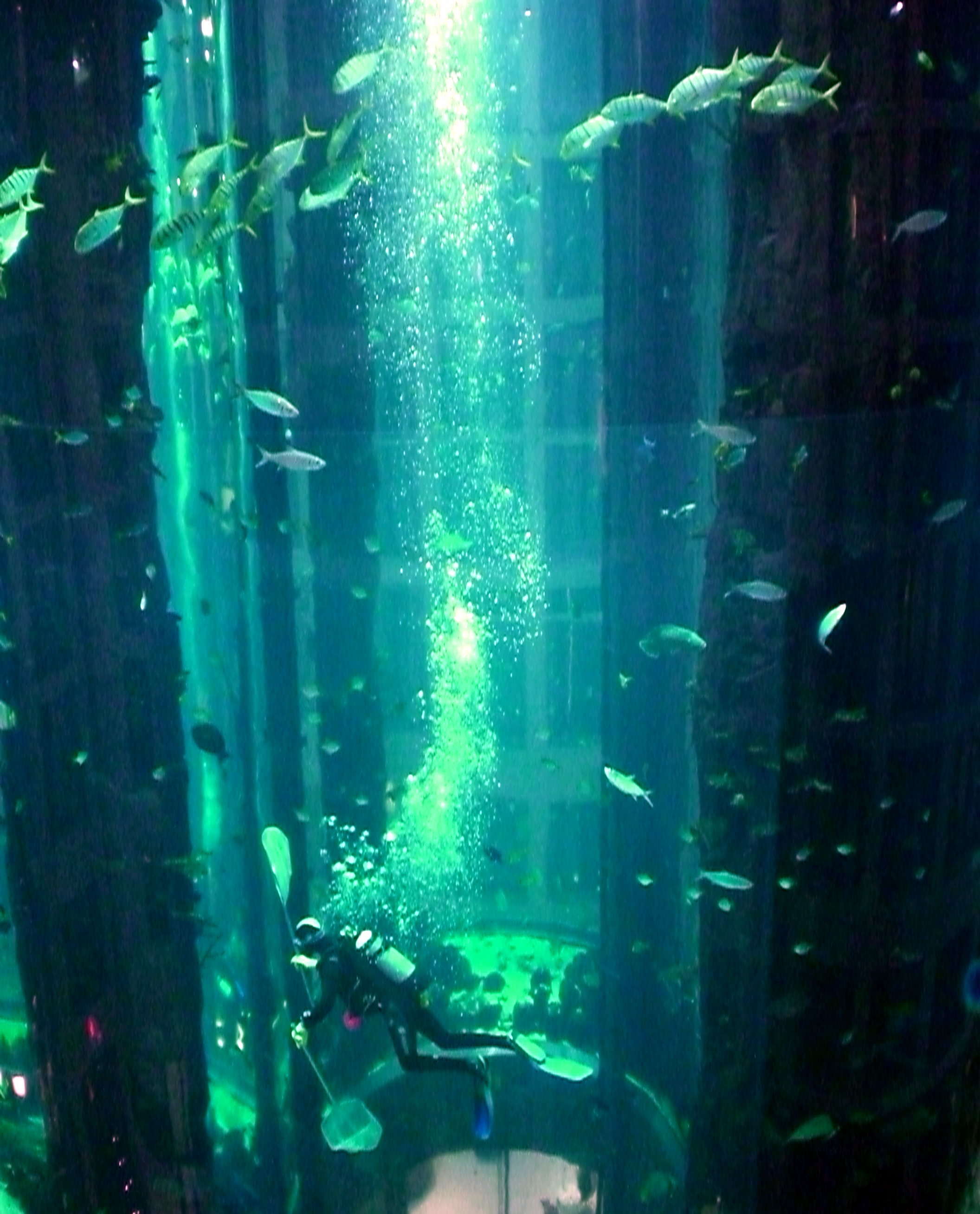
Un submarinista limpiando el acuario en 2006
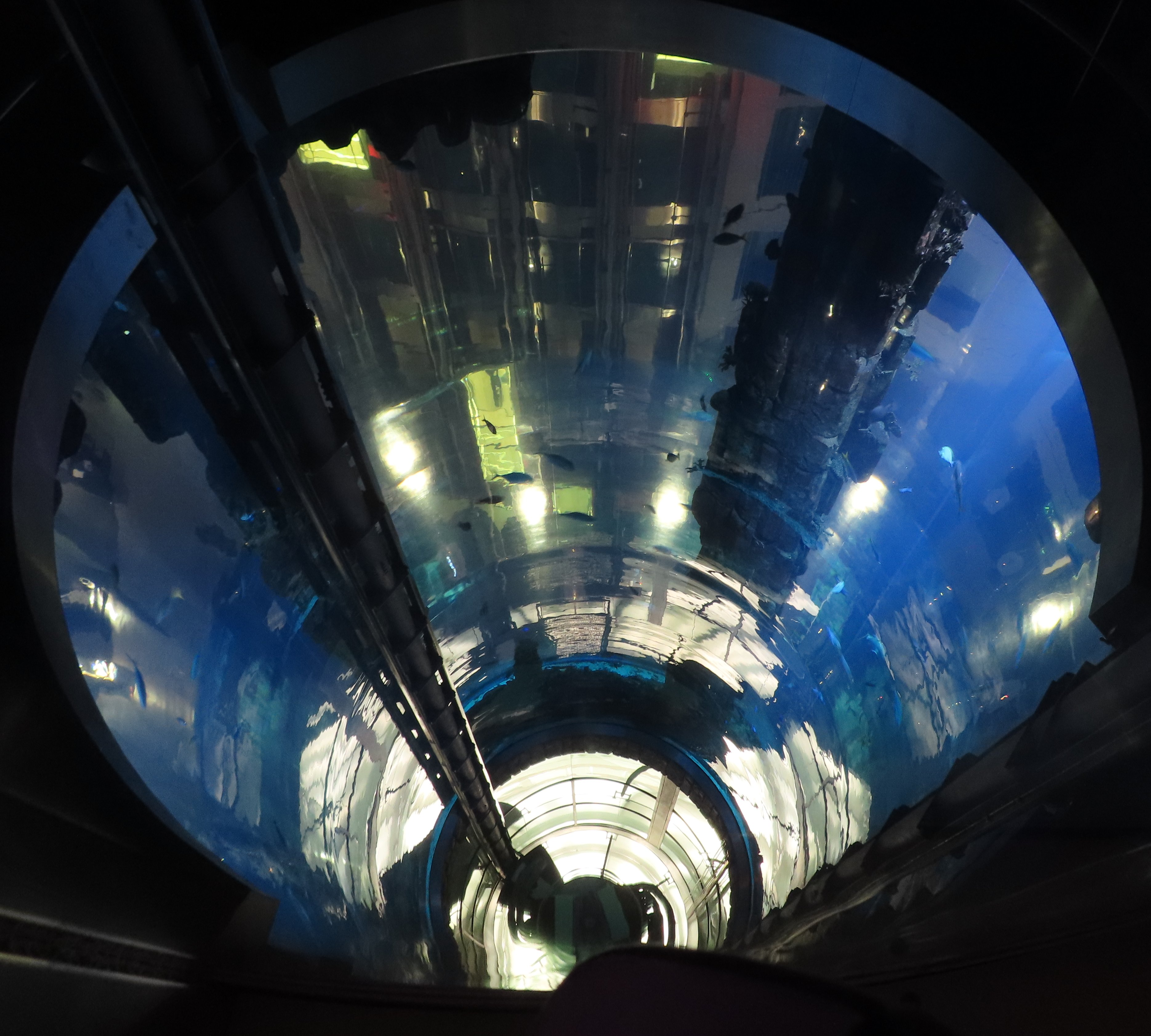
Vista desde dentro del ascensor en 2019
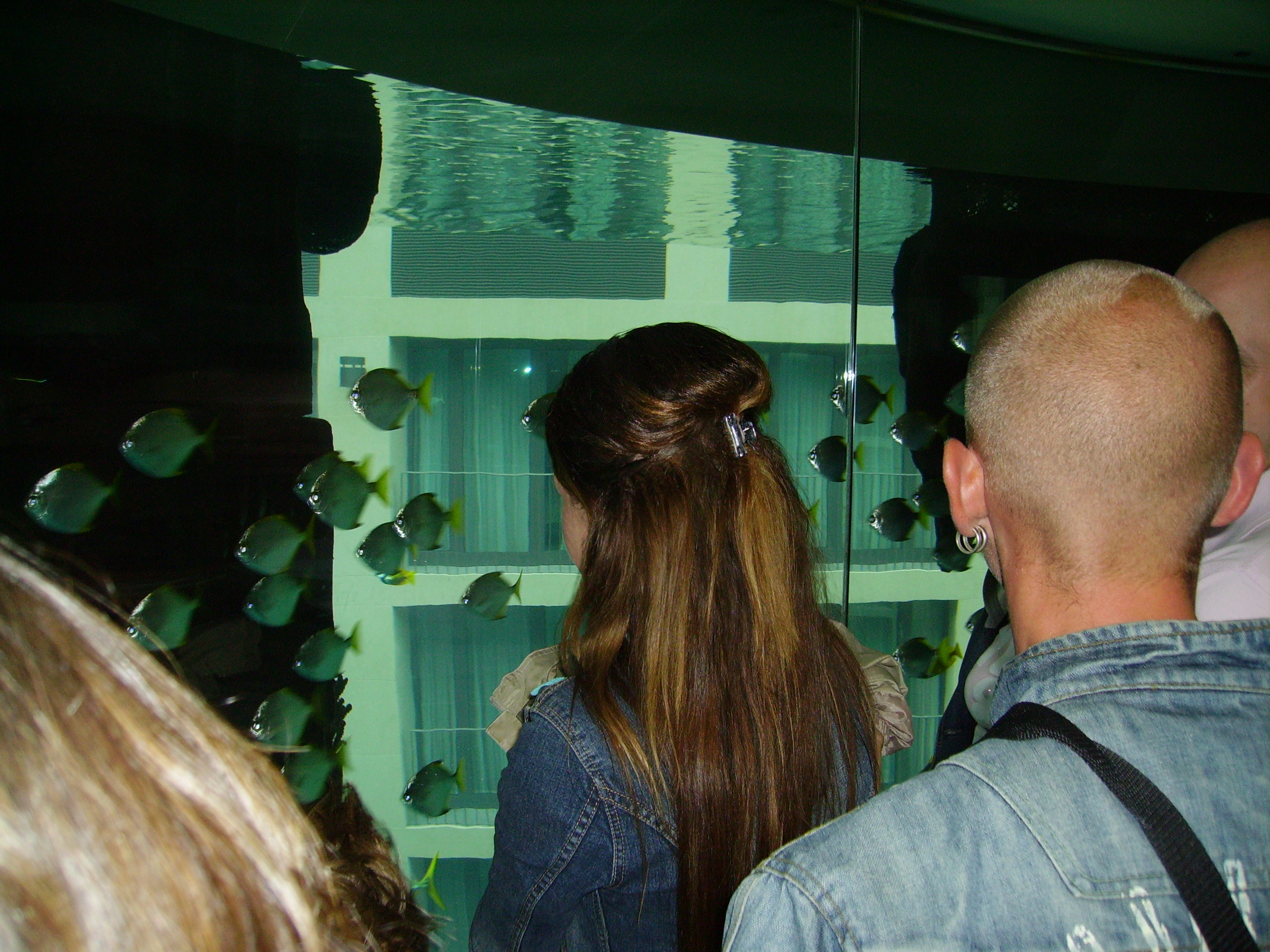
Vista desde el interior del ascensor